# Ornato

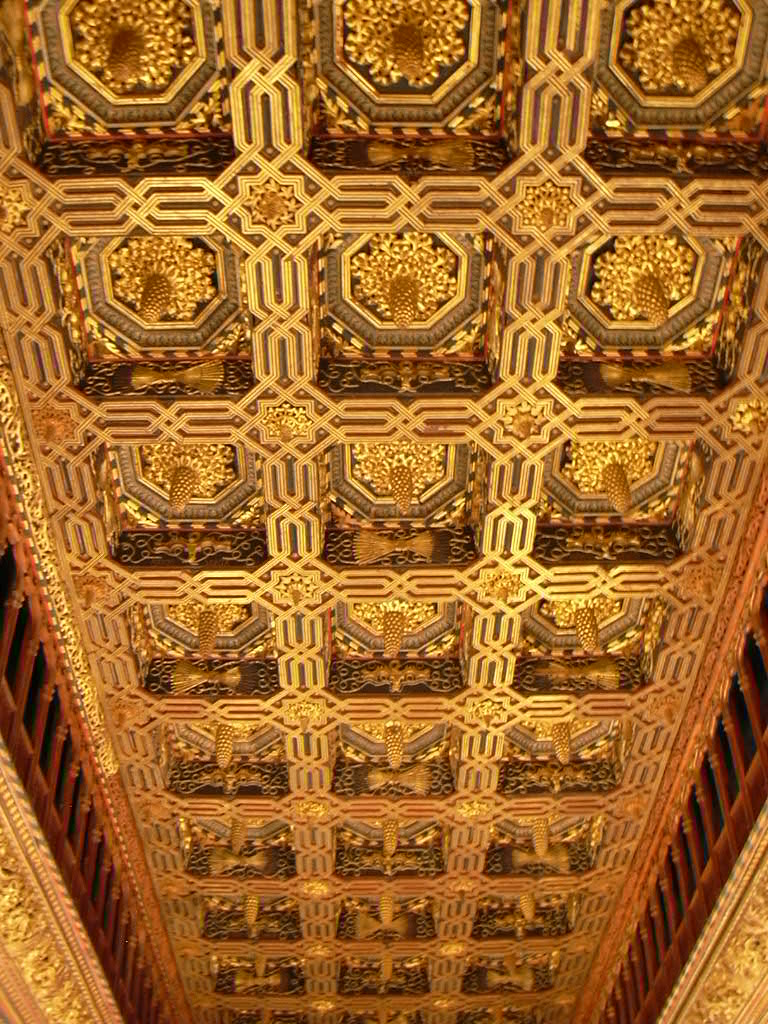
Un soffitto a cassettoni

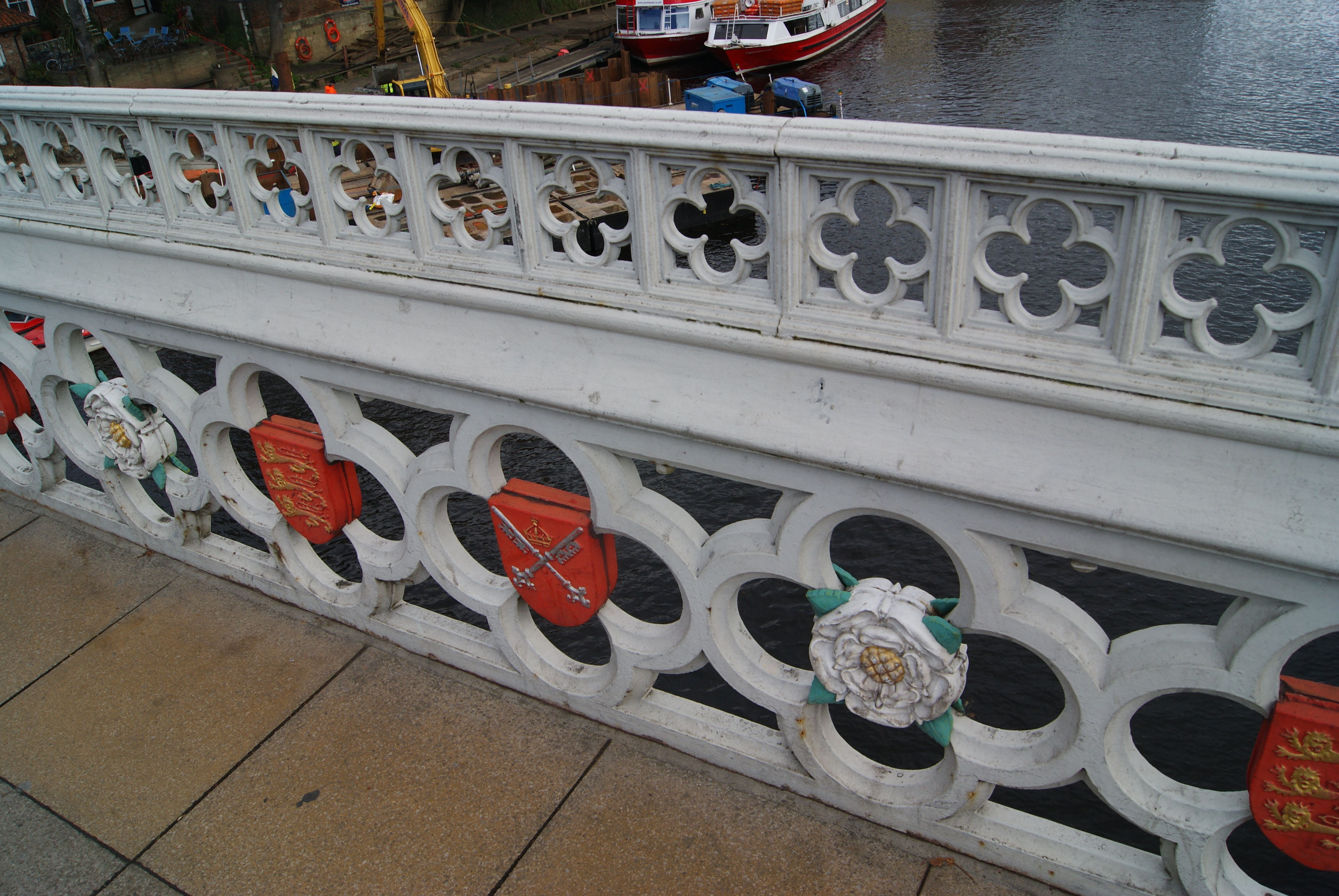
Ornamenti della balaustra di un ponte inglese

L'ornato è una forma di decorazione, pittorica o scultorea, applicata ad ambienti o a oggetti quali mobili, vasellame o suppellettili. In architettura l'ornato si distingue dalle altre parti dell'edificio per il fatto di avere funzione puramente decorativa e non, ad esempio, tecnologica o strutturale.

## Caratteristiche
L'ornato è tipicamente costituito da motivi geometrici o da elementi di tipo naturalistico, quali foglie, fiori o conchiglie. Fin dalla preistoria i motivi e le tecniche utilizzate come ornamento sono state uno degli elementi caratteristici delle varie culture. A volte la tipologia degli ornamento presenti su antichi edifici e manufatti viene utilizzata dagli archeologi per identificare gli abitatori di un certo territorio.